# جوناثان ديفيس (مبارز بالسيف)
جوناثان ديفيس (بالإنجليزية: Jonathan Davis)‏ هو مبارز بالسيف بريطاني، ولد في 4 نوفمبر 1960 في دانغنون ‏ في المملكة المتحدة.

## وصلات خارجية
- جوناثان ديفيس على موقع أوليمبيديا (الإنجليزية)
- جوناثان ديفيس على موقع اللجنة الأولمبية البريطانية (الإنجليزية)